# Ochodaeus bituberculatus
Ochodaeus bituberculatus är en skalbaggsart som beskrevs av Wilhelm Ferdinand Erichson 1847. Ochodaeus bituberculatus ingår i släktet Ochodaeus och familjen Ochodaeidae. Inga underarter finns listade i Catalogue of Life.